# Maxime Carbonneau
Œuvres principales
- Si jamais vous nous écoutez
- Siri
- La Femme la plus dangereuse du Québec
- Le ishow

Maxime Carbonneau, né à Trois-Rivières au Québec en mars 1987, est un dramaturge, scénariste, metteur en scène et comédien québécois. Il est codirecteur général et artistique de la compagnie La Messe basse.

## Biographie
Maxime Carbonneau sort diplômé du Conservatoire d'art dramatique de Montréal en 2009.[réf. nécessaire]
Les débuts de sa carrière au théâtre sont marqués par le succès du iShow dont il est l'un des créateurs et metteur en scène.
En 2012, il fonde, avec Dany Boudreault et Jérémie Boucher, la compagnie de création et de production théâtrale La Messe Basse dont il devient le codirecteur artistique.
En 2015, il apparaît dans le film Boris sans Béatrice de Denis Côté dans lequel il joue le rôle d’Oreste.
En 2018, le Conseil des arts du Canada lui décerne le prix John-Hirsch qui récompense un metteur en scène dont le travail préfigure des accomplissements majeurs sur le plan de l’excellence et de la vision artistique.
La même année, en plus de la direction artistique qu’il occupe depuis la fondation de la compagnie, il devient également codirecteur général de La Messe Basse aux côtés de Jérémie Boucher.
En 2020, il est élu par ses pairs au conseil d’administration du Centre des auteurs dramatiques.
L’œuvre de Maxime Carbonneau est traversée par les enjeux de la disparition et de la mémoire. Depuis 2012, avec Le iShow, Siri et Si jamais vous nous écoutez, Maxime Carbonneau se positionne comme un auteur et metteur en scène qui transcende les frontières du théâtre classique pour faire le lien avec la technologie contemporaine et le numérique. Il devient une figure de proue de ce théâtre contemporain et est régulièrement invité à évoquer les questions de l’art numérique, de l’intelligence artificielle et du théâtre lors de conférences en Amérique et en Europe. Mêlant technologie et théâtre, il crée lors de sa pièce Si jamais vous nous écoutez, une application mobile du même nom permettant aux spectateurs de participer à la pièce grâce à un jeu qui les font contribuer virtuellement au Golden Record.
À l'hiver 2021, Maxime Carbonneau, ouvertement homosexuel et artiste engagé, prend la parole sur les réseaux et dans la presse pour alerter le milieu culturel québécois sur la visibilité des comédiens homosexuels à la télévision québécoise et les discriminations que subiraient ceux-ci dans leurs carrières.
Maxime Carbonneau est aussi membre du groupe Les Gerry's qui rend hommage à Gerry Boulet.

## Théâtrographie

### Écriture
- Si jamais vous nous écoutez (ex-Dans le nuage), coécrit avec Laurence Dauphinais, 2021[9],[10]
- La Femme la plus dangereuse du Québec, d’après Josée Yvon, coécrit avec Dany Boudreault et Sophie Cadieux, publié aux éditions Les Herbes rouges, 2017[11]
- Siri, coécrit avec Laurence Dauphinais et Siri (traduit en anglais[12] et en portugais brésilien[13]), 2015[14]
- Le Repeuplement des ressources familiales, 2015[15]
- Descendance, coécrit avec Dany Boudreault, publié chez Instant Scène, 2014[16]

### Mises en scène
- Je t’écris au milieu d’un bel orage, correspondance d’Albert Camus et Maria Casarès, créé au Festival international de la Littérature de Montréal, 2021[17] et présenté au Théâtre du Nouveau Monde en 2023 avec Steve Gagnon et Anne Dorval[18]
- Si jamais vous nous écoutez de Maxime Carbonneau et Laurence Dauphinais, créé au Centre du Théâtre d’Aujourd’hui, 2021[9]
- Les Murailles d’Érika Soucy, présenté au Théâtre Périscope de Québec, 2019[19]
- La Femme la plus dangereuse du Québec de Dany Boudreault, Sophie Cadieux et Maxime Carbonneau, créé au Théâtre Denise-Pelletier de Montréal, 2017[11]
- Siri de Maxime Carbonneau, Laurence Dauphinais et Siri, créé au Festival TransAmériques, 2016[20]
- Descendance de Dany Boudreault et Maxime Carbonneau, créé au Centre du Théâtre d’Aujourd’hui, 2014[21]
- Le iShow du collectif Les Petites Cellules Chaudes, créé au Festival OFFTA de Montréal, 2014[22]

### Interprétation
- Le iShow du collectif Les Petites Cellules Chaudes, 2014[22]
- Musique pour Rainer Maria Rilke (Nathan) de Sebastien Harisson, mis en scène par Martin Faucher, 2012[23]

## Distinctions
- Prix John-Hirsch, Conseil des Arts du Canada, 2018[24]
- Prix littéraire, Salon du livre Saguenay-Lac St-Jean 2014 pour Descendance[25]
- Prix du meilleur spectacle, Association québécoise des critiques de théâtre (AQCT) 2013 pour Le iShow[26]
- Prix « Prise de risque et innovation », Buddies in Bad Time Vanguard awards 2013 pour The iShow[27]
- Prix CEAD du meilleur texte, Festival ZH 2012 pour Winnebago[28]